# Снядкув-Ґурни
Снядкув-Ґурни (пол. Śniadków Górny) — село в Польщі, у гміні Собене-Єзьори Отвоцького повіту Мазовецького воєводства.
Населення — 52 особи (2011).
У 1975-1998 роках село належало до Седлецького воєводства.

## Демографія
Демографічна структура станом на 31 березня 2011 року:
|          | Загалом | Допрацездатний вік | Працездатний вік | Постпрацездатний вік |
| -------- | ------- | ------------------ | ---------------- | -------------------- |
| Чоловіки | 26      | 3                  | 17               | 6                    |
| Жінки    | 26      | 4                  | 11               | 11                   |
| Разом    | 52      | 7                  | 28               | 17                   |